# البس
البس (به اسپانیایی: Olvés) یک دهستان در اسپانیا است که در استان ساراگوسا واقع شده‌است. البس ۲۰ کیلومتر مربع مساحت و ۱۳۶ نفر جمعیت دارد.